# Omiodes epicentra
Omiodes epicentra (tên tiếng Anh: Oahu Swamp Hedyleptan Moth) là một loài bướm đêm thuộc họ Pyralidae là loài đặc hữu của Hawaii.